# Гарет Джонс (фильм)
«Гарет Джонс» (пол. Obywatel Jones) — историческая драма польского режиссёра Агнешки Холланд. Фильм был номинирован на премию «Золотой медведь» на 69-м Берлинском международном кинофестивале. Фильм рассказывает историю Гарета Джонса, журналиста из Уэльса, который в 1933 году путешествовал по Советскому Союзу, первым рассказал миру о Голодоморе на Украине и сталинских репрессиях, и спустя некоторое время был убит советским агентом.
Фильм основан на реальных событиях. Молодой британский журналист Гарет Джонс прославился тем, что в 1933 году взял интервью у Адольфа Гитлера. Благодаря связям в правительстве Ллойд Джорджа ему удалось получить разрешение на поездку в Советский Союз. Джонс пытается взять интервью у Сталина и узнать больше об экономическом развитии СССР в ходе первой пятилетки. По условиям пребывания в СССР Джонс должен оставаться в Москве, но он тайно уезжает на Украину, где ему открывается страшная правда о искусственном голоде устроенном советским руководством.

## Сюжет
1933 год. Валлийский журналист и молодой советник британского премьер-министра Гарет Джонс, которому удалось взять интервью у Гитлера, ищет следующую большую историю и приезжает в Москву, чтобы взять интервью у Сталина. Также его интересует вопрос, откуда СССР берёт ресурсы в то время, как мир охвачен кризисом. В телефонном разговоре с другом-репортёром из Москвы звучит какой-то тревожный намёк, в результате, когда Джонс наконец-то приезжает в Москву, оказывается, что его друг погиб. В Москве Джонс знакомится с влиятельным американским журналистом Уолтером Дюранти и приближённой к нему репортёром Адой Брукс, которая даёт Гарету подсказку, где искать корень «советского чуда». Догадываясь, что его друга убили из-за того, что он многое узнал об украинском зерне и реальной ситуации в «коммунистическом раю», он стремится узнать правду. У него есть и свой персональный мотив увидеть Украину, где его мать когда-то учила детей английскому языку вблизи Юзовки. Гарет, несмотря на смертельные угрозы со стороны спецслужб СССР, начинает собственное расследование.
Интрига сюжетной линии сложилась, и её пружина толкает британского журналиста в сногсшибательное полное горя путешествие по умирающей Украине. Он видит вымершие сёла, голодающих детей, бесчеловечных красноармейцев, отбирающих и отправляющих в Москву зерно, и шаг за шагом приближается к раскрытию правды о величайшей трагедии украинского народа — Голодоморе. В конце концов, он попадает в лапы НКВД, и только его эфемерный статус приближённого к Ллойд Джорджу спасает его от заключения и смерти. Его отпускают домой с настоятельным советом воздержаться от негатива в адрес советского руководства. Однако, собственно, ему и так не верят ни простые обыватели, ни лидеры Западного мира. Зерно, украденное у украинских крестьян, делает своё дело на Западе. Америка признаёт Советский Союз и начинает с ним торговлю, похожая ситуация возникает и в политических кругах Британии. Авторитет Уолтера Дюранти вместе с его Пулитцеровской премией преодолевает попытки Джонса «поднять бучу» правдивой информацией о трагедии украинских крестьян. Несмотря на несколько громких публикаций, его сообщения не оказывают существенного влияния на политику западных стран. Вернувшись в провинцию, он страдает от чувства поражения, тяжёлых воспоминаний и общего недоверия.
И хотя в последних кадрах зритель узнаёт о его последнем путешествии и смерти, вероятно от рук советских агентов, всё же фильм оставляет впечатление ненапрасности усилий и стремлений добродетельного британского журналиста. Отчасти это достигается параллельным рассказом с включением фрагментами в сюжет фильма упоминаний о работе другого выдающегося британца, Джорджа Оруэлла, над написанием аллегорического романа «Скотный двор» (1945), основанием для которого стали разоблачения Гарета Джонса. Автор даже сводит этих двух выдающихся британских правдолюбцев в случайной встрече после выступления Гарета с развенчиванием советской утопии. Эта линия связывает историю о Гарете Джонсе с историей о Джордже Оруэлле, исследовательницей которого является сценаристка и сопродюсер фильма Андрея Халупа, предки которой по материнской линии также происходят из Донбасса, и которая посвятила большую часть своей предыдущей деятельности исследованиям и популяризации Оруэлла и его культового произведения «Скотный двор».

## В ролях
- Джеймс Нортон — Гарет Джонс
- Ванесса Кирби — Ада Брукс
- Питер Сарсгаард — Уолтер Дюранти
- Кеннет Крэнем — Дэвид Ллойд Джордж
- Джозеф Моул — Джордж Оруэлл
- Селин Джонс — Мэтью
- Кшиштоф Печинский — Максим Литвинов
- Эдвард Волстенхолм — Юджин Лайонс
- Елена Леоненко — рецепционист

## Прокат
Премьера состоялась в 2019 году на Берлинском кинофестивале. В Великобритании фильм вышел в прокат 7 февраля 2020 года. В США — 3 апреля 2020.
В украинский кинопрокат вышел 28 ноября 2019 года.

## Отзывы
Согласно сайту Rotten Tomatoes, фильм имеет одобрительный рейтинг 84 %, основанный на 87 отзывах, с средним рейтингом 6,83/10. Критики пришли к мнению что «утончённо, но фундаментально г-н Джонс заглядывает в прошлое, чтобы рассказать основанную на фактах историю, которая остаётся тревожно-актуальной и сегодня».
На сайте Metacritic фильм получил оценку 68 %, основанную на обзорах 19 критиков, при этом указывается, что «отзывы в целом благоприятны».
Питер Брэдшоу из The Guardian дал фильму 4 из 5 звёзд, назвав его «смелым и душевным фильмом, напоминающим работы Дэвида Лина».
Тим Роби из The Telegraph дал 3 звезды из 5. Критик хвалит Сарсгаарда за его работу и за то, что он поднял «печально неиспользованный» потенциал фильма. Роби критически отзывается о сценарии и делает вывод: «У фильма достаточно достоинств для того, чтобы зритель захотел большего».
Дэвид Эрлих из Indiewire поставил фильму оценку «С».
Обозреватель влиятельного американского журнала The New Yorker Энтони Лейн проводит параллель с книгой Энн Эпплбаум, утверждавшей, что голод на Украине был искусственно организован сталинским режимом.
После выхода фильма в онлайн-стримерах началось активное обсуждение в соцсетях.

## Скандалы
15 октября 2021 года во время закрытого показа фильма в правозащитном центре «Мемориал» в Москве в зал ворвалась группа людей в масках и попыталась сорвать показ. Прибывшая по вызову полиция заблокировала офис и устроила опрос зрителей и сотрудников центра. Нападавшие удалились ещё до появления полиции.

## Награды
- Гран-при Золотых львов на 44-м Гдынском кинофестивале 2019 года[15].